# 귀책사유
귀책사유(歸責事由)란 책임져야 하는 사유라는 민법상의 개념이다. 귀책사유가 없는 대표적인 예로 천재지변과 같은 불가항력이 있다.

## 같이 보기
- 불가항력
- 면책사유